# Municipio de Loma Bonita
El municipio de Loma Bonita es uno de los 570 municipios en que se divide el estado mexicano de Oaxaca. Es uno de los 14 municipios que pertenecen al distrito administrativo de Tuxtepec, comprendido dentro de la región del Bajo Papaloapan, colindando con el sur del estado de Veracruz. El municipio recibe tal nombre en razón de los lomeríos de la región.

## Historia de loma bonita
Loma Bonita, en sus inicios, fue una colonia de jóvenes norteamericanos, que en tierras del bajo Papaloapan (zona rica en bosques de maderas preciosas, frutales, cafetales y cocoteros), fundaron campamentos y se dedicaron a la agricultura.
En el mes de noviembre de 1905, se dibujó un plano de la zona limítrofe entre los estados de Oaxaca y Veracruz. Se fijaron las mojoneras naturales y artificiales para determinar los límites entre estos dos estados, donde el área correspondiente a Loma Bonita era parte de algunas zonas conflictivas y que finalmente quedó dentro de la zona Oaxaqueña.
El poblado se originó entre las haciendas de Pedro Salomón y de Probo Medina, al construirse a principios del siglo XX el ferrocarril de Veracruz a Suchiate. En 1901 se estableció entre estas haciendas, una base o estación ferroviaria a la que se le llamó Medina, la cual consistía en dos vagones de ferrocarril utilizados uno como oficina y el otro como bodega. En esta base, establecida como a un kilómetro de la actual estación del ferrocarril, se organizó un campamento para los obreros que trabajaban en la construcción de las vías del ferrocarril del istmo.
La piña, el principal producto de esta región, fue introducida por norteamericanos de la compañía Morrison en Cosolapa, Oaxaca y Tezonapa, Veracruz (pueblos separados solo por la vía del ferrocarril), cerca de Tierra Blanca, Veracruz, en el año 1903. La variedad que trajeron directamente de Hawái, era la llamada Cayena Lisa, que por sus características de calidad y resistencia, era la de mayor demanda en los mercados de fruta fresca.
En 1908, Frank Peters, quien había llegado con los contratistas del ferrocarril y que trabajaba para ellos, fue comisionado para traer la semilla o hijuelos de la piña a esta región de la cuenca, específicamente a esta ciudad. A partir de entonces, los norteamericanos empezaron a sembrar y cosechar piña en cantidades relativamente grandes y a enviar una parte del producto a sus familiares y amistades de los Estados Unidos que, rápidamente empezaron a solicitar mayores cantidades de este producto para comercializarlo en el país.
En 1942, se construyó la primera industria piñera en el poblado, llamada “Mexican Pineapple Co., S.A.” y fundada por Adolfo Barragán y Roberto Antonio Morales, quienes fueron el presidente y gerente de la empresa, respectivamente. Tiempo después, llegaron algunas compañías norteamericanas como Kansas Land Company y The Mexican Agriculturan and Land Company, adquiriendo grandes extensiones de tierra cada una. Del mismo modo, otros particulares como el Dr. Paúl G. Mangley, Mrs. Louis and Lang, entre otros ciudadanos norteamericanos, decidieron colonizar esta región y establecer aquí su residencia, motivados por la gran riqueza y exuberancia de la zona, así como por las ventajas de su clima cálido y favorable para la agricultura que deseaban establecer. Al mismo tiempo, pobladores de rancherías cercanas se trasladaron a este lugar porque estaba mejor comunicado o a causa de otras circunstancias particulares. Al principio, estas personas (que constituían alrededor de 50 familias), se dedicaron al cultivo de café, mango, maíz, plátano y cítricos.
Loma Bonita está considerado como municipio libre desde el 2 de diciembre de 1937. Cuenta con una extensión de 6826 Ha de excelentes tierras que representan a una región con gran capacidad para producir maíz, frijol, chile, arroz y sobre todo piña, la cual, a pesar de la mala situación por la que ha atravesado, se conserva como la actividad productiva que más empleo genera y que más beneficio aporta a la región. Fue elevada a la categoría de ciudad el 17 de junio de 1967, aunque no fue sino hasta el 8 de diciembre de ese mismo año, cuando se otorgó oficialmente esta categoría por Decreto n.º 154 de la Legislatura del Estado, estando como gobernador D. Rodolfo Brena Torres.

## Escudo de Armas

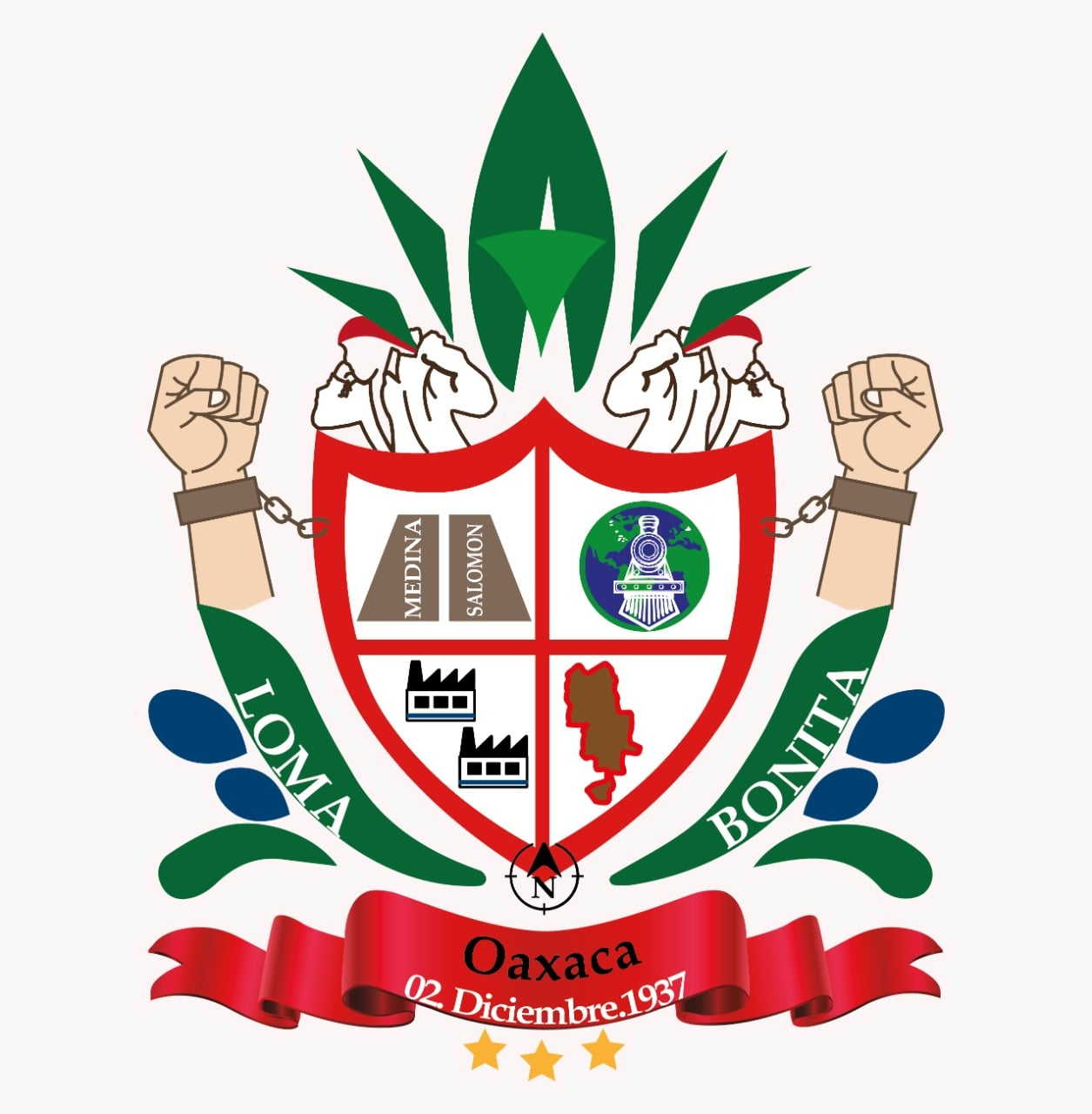
ESCUDO DE ARMAS DE LOMA BONITA, OAX.

MONOGRAFÍA DEL ESCUDO DE ARMAS DE LOMA BONITA, OAX.
Como parte principal del escudo se encuentra el blasón (escudo) en esmalte de gules, con incorporación en la parte superior de dos curvas convexas unidas al centro que hacen referencia a las llanuras formadas por los lomeríos de nuestro municipio; pasando a la parte inferior se ve que los laterales del blasón culminan en punta para enfatizar su base.
En su interior se encuentran cuatro planos, los cuales cargan elementos que nos hablan de los inicios de la Loma vieja como fue llamada por la primera congregación de personas. En el primer cuadrante posicionado lado diestro superior se muestran dos mojoneras que portan el apellido de los dos hacendarios que donaron parte de sus terrenos para asentarse, siendo el Sr. Probo Medina el primero en donar tierras para la estación del tren que llevaría su apellido. En el cuadrante siniestro superior encontramos la imagen de un tren saliendo de un globo terráqueo que simboliza el medio de transporte de aquella época que permitió que una colonia de norteamericanos llegará hasta estas tierras y trajera consigo el cultivo de la piña que nos permitió llegar hacer la “Capital Mundial de la Piña”.
En el tercer cuadrante ubicado en el siniestro inferior se ejemplifica a las primeras fábricas  en las que se realizaba el proceso previo para transportar la piña, las cuales fueron ricas fuente de empleo gracias a lo cual la economía local tuvo un gran impulso. En el cuarto cuadrante, del siniestro inferior, se ubica el contorno territorial que ocupa el municipio.
Como timbre encontramos a dos poniteros que simbolizan la fuerza física de los hombres  que cosechan nuestra fruta reina, y que en este escudo soporta una figura estilizada que denota la corona de la piña.
Como soporte se muestran tres elementos: el primero en esmalte sinople o verde que hace referencia a la planta que es de donde surge la piña, sobre la silueta de las hojas encontramos el nombre que actualmente ostentamos como municipio “Loma Bonita”, el segundo elemento en esmalte azur o azul, son gotas de agua, vital liquido que posee en abundancia la región del Papalopan a la cual pertenecemos. Por encima de la mata encontramos dos manos empuñadas con grilletes en las muñecas y cadenas rotas que anuncian la libertad e independencia como municipio.
Por último, a los pies del escudo encontramos un componente conocido como norte en el ámbito geográfico, elemento que hace referencia a la ubicación de nuestro municipio en el estado. Un lienzo que enmarca el estado al que orgullosamente pertenecemos y la fecha en que este nos permitió emanciparnos. Debajo del lienzo tres estrellas en esmalte color oro haciendo referencia al distrito 3, al cual pertenecemos.
Es importante destacar que a 82 años de ser municipio libre, Loma Bonita no contaba con este símbolo representativo, el cual es fundamental para cimentar la identidad sociocultural de cualquier pueblo, por lo cual es importante resaltar  la iniciativa del ciudadano Raymundo Rivera Hernández, y el respaldo de sus compañeros ediles, para que a partir de este día histórico tengamos nuestro escudo de armas municipal.
El cual es producto de la asesoría crónico-literaria del ciudadano Gustavo Cházaro Reyes, del diseño técnico creativo de la Ingeniero Iris Upalia Juárez,  y que contó con la corrección de estilo del Ingeniero Gonzalo Contreras Juárez; felicitaciones para ellos.

## Información geográfica
El municipio de Loma Bonita se encuentra al norte del estado, en la región de la Cuenca del Papaloapan y dentro del Distrito Jurídico de Tuxtepec.
Limita al norte con los municipios de Otatitlán, Tlacojalpan y Chacaltianguis y al este con los municipios de José Azueta y Playa Vicente, pertenecientes al estado de Veracruz; al sur con los municipios oaxaqueños de Santiago Jocotepec y San Juan Lalana (Distrito de Choapam) y al oeste con los municipios de San Juan Bautista Tuxtepec y Santiago Jocotepec.
El poblado de Loma Bonita, cabecera del municipio del mismo nombre, tiene categoría de ciudad y tiene una superficie municipal total de 588,15 km², representando el 0,616% con respecto al total del estado. Se localiza en la latitud: 18 grados 06´ norte y la longitud: 95 grados 53´ oeste, a 30 m s.n.m. en la margen derecha del río Obispo, afluente del río Papaloapan.

## Información demográfica
La población ha crecido paulatinamente en los últimos años, pues mientras que en 1970 se tenían registrados 23.088 habitantes, en el 2000 había 40.908 habitantes en el municipio (1,2% de la población total del estado, de acuerdo al censo de este año). Actualmente una cantidad similar es atendida solo en la localidad de Loma Bonita, donde el 52,6% está integrado por mujeres. El conteo de Población de 2005, llevado a cabo en toda la República Mexicana, arroja que Loma Bonita cuenta con 39.800 habitantes; es decir, que hubo un decrecimiento en la población del 2,7% respecto al año 2000, debido sobre todo a la migración al extranjero.

## Población indígena
De acuerdo al Conteo de Población y Vivienda del año 2005, en el municipio habitan 941 personas que hablan alguna lengua indígena pertenecientes principalmente a la población mazateca y chinanteca y están asentadas principalmente en las comunidades de Nuevo Pescadito y Agua Azul, así como en Estación Obispo. Estas personas emigraron a este municipio tras la inundación de sus comunidades por la construcción de las Presas Miguel Alemán y Cerro de Oro. Además, hay personas hablantes del Nahuatl.
También, existe un número de poco más de 200 personas de pertenecientes a la etnia triqui, provenientes de la zona centro del estado, que llegaron a habitar en Loma Bonita a partir del año 1993. El gran problema es que dicho grupo indígena no aparece registrado en los censos, debido a lo cual se encuentran en gran marginación debido al desinterés de las administraciones municipales por apoyar a dicha comunidad triqui.

## Flora y fauna
La vegetación del municipio es característica de la selva media y se encuentran especies como el ámate, higo, aguacatillo, caoba, roble, cedro, lináloe, palma, ceiba y hormiguillo. Además, se considera como la "Capital Piñera" pues el cultivo de piñas en estas tierras es de excelencia.
La fauna es de tipo silvestre, existen especies como el venado, temazate, jaguar, venado cola blanca, zorro gris, puercoespín, armadillo, mapache, aguilillas y gavilán. Entre los insectos, destacan las abejas (que producen una cosecha de alto valor comercial).

## Tradiciones
La fiesta popular de Loma Bonita es conocida como “La Feria de la Piña”, la cual se ha consolidado y adquirido el rango de tradicional, constituyéndose en el evento anual más destacado del pueblo. La exposición agrícola, ganadera, industrial, comercial y artesanal marca la etapa inaugural de la feria, por lo que este evento destaca precisamente por la exposición de la piña y los productos industrializados derivados de la misma; así como por la exposición de ganado vacuno.
El baile tradicional es el denominado "fandango de tarima" y es una celebración donde la gente se reúne alrededor de un tablado para convivir y divertirse y se ha conservado en las comunidades del norte del estado. El desarrollo del fandango es sencillo; se baila y se canta al compás de los instrumentos tradicionales como la jarana, la guitarra de son o requinto jarocho, leona, quijada, pandero y en algunos lugares se usa también el güiro. Cabe mencionar que la tarima es parte de la instrumentación, es decir, “es un tambor que se toca con los pies”. Esta tradición se realizaba principalmente entre la población campesina.
El día 1 y 2 de noviembre se realiza dentro del panteón municipal un programa donde se dan a conocer la música de la región, la gastronomía propia de las fechas, las calaveritas (décimas), a personajes de la localidad y los altares.
Además, también están las fiestas religiosas patronales de las iglesias del municipio, las más importantes son:
-En la cabecera Municipal:
- Parroquia de la Asunción: Virgen de la Asunción, 15 de agosto.
- Parroquia del Sagrado Corazón: Sagrado Corazón de Jesús, segundo viernes después de Corpus Cristhi.
- Parroquia de Juquila: Virgen de Juquila, 8 de diciembre.

-En Arroyo Metate:
- Parroquia de la Trinidad: Santísima Trinidad, domingo siguiente a Pentecostés.

-En Mixtán:
- Parroquia de San Isidro: San Isidro Labrador, 15 de mayo.

Sus comunidades del norte (Tierra Alta, Zacatixpan, Guadalupe Victoria y El Obispo) tienen una identidad muy distinta al resto de las comunidades que integran el municipio, ya que se encuentran al margen territorial del estado y su vestimenta, asentó, gastronomía y costumbres, están directamente relacionadas con el estado colindante de Veracruz. Específicamente, en Tierra Alta y Zacatixpan los pobladores se dedican entre otras cosas a la pesca, y en sus arroyos y lagunas habitan centenares de aves exóticas, lagartos y nutrias que los mismos habitantes domestican como mascotas.

## Poblaciones que integran el municipio
Loma Bonita: Ciudad cabecera del municipio homónimo. Es la más importante debido a la concentración de comercios en ella.
Hacia el norte de la cabecera municipal se encuentran Estación Obispo, Tierra Alta, Guadalupe Victoria, Nuevo Pescadito, Agua Azul y Zacatixpan, todas comunidades dedicadas al cultivo de la caña de azúcar y la piña y a la pesca de manera preponderante, lo que es una fuente considerablemente importante para la economía local.
Hacia el sureste se localizan, comunicados por una misma vía carretera, El Triunfo, Arroyo Metate (el segundo pueblo más grande de todo el municipio, aunque muy lejano de la densidad de población de la cabecera), San Benito El Encinal, Desparramadero, Gral. Celestino Gazca, 20 de noviembre, El Sacrificio, Francisco Villa, Vicente Guerrero, 10 de abril y Hermanos Gutiérrez.
Hacia el sur se localizan, comunicados por otra carretera que tiene un entronque hacia Arroyo Metate, los pueblos de Zacatal, Santa Rita, Mirador, San Felipe la Reforma, El Roble, Arroyo La Palma, Mixtán (la población más longeva de todo el municipio, aún más que la cabecera municipal, data de mediados del siglo XIX), Joval Nuevo, La Soledad, Santa Sofía Loma Bonita, Santa Sofía Río Playa, Artículo 65 y Santa Sofía Monterrosa.

## Educación
La infraestructura educativa del municipio se encuentra de la siguiente manera:
- 13 Jardines de niños
- 21 Primarias
- 8 Secundarias
- 10 Bachilleratos
- 4 Universidades

## Medios de comunicación
- Televisión: -La señal abierta de las televisoras nacionales: Televisa y TV Azteca así como Televisión de Paga: SKY, DISH y TV Cable. (En esta última se transmiten los programas locales ENTORNO y DPOK, y el programa del Gobierno Federal PODER JOVEN TV).

- Radio: La Estación Local Encuentro Radio y Televisión 98.7 fm. y la Estación "Bonita" en el 95.1 de FM  y Radio Alégrate en el 100.1 de Fm (pirata).

- Impresos: El Periódico Local "Piñero de la Cuenca" mismo que es "el de más arraigo" y presencia en el Municipio; también se reciben los diarios de circulación regional "Nuevo Horizonte", "Nueva Imagen", "Visión", "Noticias" y "El Tuxtepecano", así como los Diarios Nacionales "La Jornada", "El Imparcial", "El Universal", etc.
- Telefonía e Internet: La empresa mexicana Telmex provee a la ciudad servicios de telefonía y datos con una cobertura de 90 %.

- Telefonía móvil: La ciudad está cubierta por la mayoría de las compañías de telefonía celular tales como Telcel, Movistar, AT&T México y Unefón.

## Vías de comunicación
Por carretera federal, que cruza la parte sur de la ciudad de Loma Bonita, se comunica al este con los Municipios de José Azueta, Isla, Juan Rodríguez Clara, Sayula y Acayucan, todos del Estado de Veracruz; al oeste con Ciudad Alemán en Cosamaloapan, Tres Valles, Tierra Blanca y la Tinaja perteneciente al municipio de Cotaxtla (entronque con la Autopista México-Minatitlán), todos del Estado de Veracruz; de la misma manera, por esta vía en conexión con dos más, se comunica con la Ciudad de Tuxtepec, Oaxaca. Por medio de una carretera estatal se comunica con sus comunidades, así como mediante caminos de terracería.
La ciudad es cruzada por en medio por el Ferrocarril Veracruz-Ciudad Hidalgo, Chiapas y Mérida.
El municipio cuenta con un Aeropuerto Estatal, que mantiene comunicación con la Ciudad de Oaxaca y el puerto de Veracruz. Además, es base militar del Regimiento de Caballería.
En julio de 2005 la compañía ferroviaria Mérida da su último servicio de transporte público a las 03:00 de la madrugada con destino a la central de Veracruz con solo 7 vagones para pasajeros. Después de que se clausuraron los servicios en 1995 por la inseguridad de los pasajeros al toparse con trenes de cargas de la línea Ferrosur.

## Presidentes municipales
Los últimos presidentes municipales.
| Nombre                       | Período     | Partido |
| ---------------------------- | ----------- | ------- |
| Frumencio Pulido Mina        | 1981 - 1983 |         |
| Gustavo Brenis Nava          | 1984 - 1986 |         |
| Efraín Bernardi              | 1987 - 1989 |         |
| José Manuel Murcia Rodríguez | 1990 - 1992 |         |
| Frumencio Pulido Mina        | 1993 - 1995 |         |
| Gustavo Mánica Zucolotto     | 1996 - 1998 |         |
| Gustavo Zanatta Gasperín     | 1999 - 2001 |         |
| José Manuel Murcia Rodríguez | 2002 - 2004 |         |
| Felipe Reyes Álvarez         | 2005 - 2007 |         |
| Víctor Lagunes Cervantes     | 2008 - 2010 |         |
| Felipe Reyes Álvarez         | 2011 - 2013 |         |
| César Benítez Chaparro       | 2014 - 2016 |         |
| Nahim Morales Elvira         | 2017 - 2018 |         |
| Raymundo Rivera Hernández    | 2019 - 2021 |         |
| Felipe Reyes Álvarez 2022    | 2022 - 2024 |         |
| Denisse Reyes Córdoba 2022   | 2022 - 2024 |         |
| Luciano Sánchez Gama         | 2022 - 2024 |         |

## Resultados electorales de Loma Bonita

### Presidente municipal (1983)
|  | 1.3 % |

|  | 98.2 % |

|  | 0.6 % |

|  | 0.00 % |

|  | 100.00 % |

### Presidente municipal (1986)
|  | 0.1 % |

|  | 99.9 % |

|  | 0.00 % |

|  | 100.00 % |

### Presidente municipal (1989)
|  | 17.7 % |

|  | 76.5 % |

|  | 0.2 % |

|  | 5.3 % |

|  | 0.2 % |

|  | 0.0 % |

|  | 100.00 % |

### Presidente municipal (1992)
|  | 20.0 % |

|  | 73.1 % |

|  | 6.8 % |

|  | 0.0 % |

|  | 100.00 % |

### Presidente municipal (1995)
|  | 33.3 % |

|  | 20.3 % |

|  | 47.8 % |

|  | 1.7 % |

|  | 0.0 % |

|  | 100.00 % |

### Presidente municipal (1998)
|  | 47.9 % |

|  | 43.4 % |

|  | 6.0 % |

|  | 0.5 % |

|  | 0.5 % |

|  | 1.7 % |

|  | 100.00 % |

### Presidente municipal (2004)
|  | 8.8 % |

|  | 35.3 % |

|  | 44.6 % |

|  | 9.9 % |

|  | 1.3 % |

|  | 100.00 % |

### Presidente municipal (2007)
|  | 5.71 % |

|  | 28.72 % |

|  | 21.69 % |

|  | 0.41 % |

|  | 3.87 % |

|  | 32.16 % |

|  | 2.07 % |

|  | 3.90 % |

|  | 1.35 % |

|  | 100.00 % |